# フラタニティ
フラタニティ (Fraternity) は、中世後期 - 近世のイングランドにおいて俗人によって自発的に形成され、宗教的機能をはじめとして様々な社会的機能を発揮した友愛の連帯組織をいう。その後、フラタニティは主として社会団体や慈善団体を意味する語へと変化した。しかし、北米（アメリカ合衆国・カナダ）ではもっぱら大学・大学院の男子学生社交団体を表す用語として使用されている（→フラタニティとソロリティ）。
本項では中世・近世イングランドにおけるフラタニティについて述べる。

## 歴史
フラタニティは、14世紀後半から16世紀初頭のイングランドによく見られた民衆による組織である。元々、12世紀・13世紀以降のヨーロッパでは、兄弟団や信心会 （コンフラタニティ: confraternita, fraternitas, compagnia, Brudershaft) と呼ばれる自発的な信心団体が多く設立されていたが、イングランドのフラタニティも兄弟団（コンフラタニティ）運動の一つとして位置づけることができる。
イングランドでのフラタニティの成立時期は必ずしも明らかではない。リチャード2世が1389年に作らせた『ギルドに関する報告書』が、成立期のフラタニティに関する記録を残している。現存するのはノーフォーク、リンカンシャー、ケンブリッジシャーなどの記録のみであるが、この報告書によれば、14世紀後半に多くのフラタニティが設立されたと考えられている。
当該時期のフラタニティ増加については、黒死病の流行が民衆の精神的な不安を高めていたこととの関係が指摘されている。もっとも、増加理由は黒死病のみに帰せられるものではなく、このほか、フラタニティが人口流動性の高い都市に多く見られることから、教区や家とは別個の社会関係に対する要求がフラタニティの増加として現れたとする見解、農村でも少なくないフラタニティが存在したことから、荘園制の崩壊に伴う人口の流動化が、農村でのフラタニティ発達をもたらしたとする見解などが提出されている。
15世紀から16世紀前半にかけて、フラタニティは全盛期を迎えた。中世後期のフラタニティを30,000と推計する説もある。ロンドンで人口の半数がフラタニティ会員となる教区が現れた事例があるように、住民の相当数がフラタニティに組織化されていたと考えられている。フラタニティの特徴の一つに組織としての柔軟性があげられるが、都市・農村、人口規模、商業活動の有無などに関わらず機能的な団体として存在できたがゆえに、多くの住民を抱えることができたといえる。その反面、フラタニティは決して安定的な組織ではなかった。多様な住民を内包することは、多様な利害調整の場になることを意味し、フラタニティ内部またはフラタニティ間の対立を潜在させることにつながった。ケンブリッジでの関係史料によると、フラタニティの存続期間は50年未満のものが総計160のうち107を占めていた。
この時期、フラタニティとは別に商人ギルド、同職ギルド（クラフトギルド）といった組合が結成されていたが、特に同職ギルドはフラタニティとの親和性が高く、フラタニティとしての性格を色濃く持つ同職ギルドは多かった。しかし、同職ギルドが経済的機能をその本質とする組織であったのに対し、フラタニティは宗教的機能やその他多くの社会的機能を持ち、様々な職業に門戸を開いた組織という点で決定的に相違していた。
聖人崇敬、聖体拝領などのカトリック信仰を基礎としていたフラタニティは、宗教改革によるイングランドのプロテスタント化によって大きな打撃を受けることになる。特に1547年のエドワード6世によるチャントリ解散令によって、フラタニティのほとんどは解散させられ、残った組織についても世俗化を始め大きくその性質を変えることになった。

## 機能
フラタニティは元々、守護聖人への帰依を媒介として俗人が結成した団体として出現し、構成員の埋葬、死亡した会員のためのミサ、代祷を行うといった宗教的共同体としての性格を色濃く持っていた。フラタニティの活動は、宗教的な行事、すなわち守護聖人の祝日におけるプロセッション、ミサ、そして祝宴の開催が中心をなしていた。
プロセッションとは、キリスト教の宗教的故事を模したりしながら実施される行列行進であるが、これはフラタニティとしてのアイデンティティと守護聖人への宗教心を対外的に示し、公的な認知を得るための行事であった。また、普段の生活では特定階層としか接触しなかったのに対し、祝宴は、フラタニティに参加する多様な階層の人々が相互に交流し、社会関係を結ぶことのできる貴重な機会だった。祝宴を通じて、フラタニティは様々な階層が交流しあう場としての機能を持っていたことになるが、そのため、商業上の情報交換、商人相互の関係形成、有力者との関係形成、結婚相手探し、などといった交流機能が求められるようにもなった。
フラタニティは、その宗教的性格から困窮者への救済精神、相互扶助精神を併せ持っていた。この精神は主にフラタニティ内部に向けられ、困窮した会員に対する経済支援がある程度充実していたが、外部に対する救済は必ずしも積極的に行われていたわけではない。フラタニティ外部の会員でない貧民に対する救済は、例えば葬式や祝宴などの行事の際になされ、施しを受けた貧民は死者（=フラタニティ会員）の霊魂に祈りをささげるという互酬性がここには見られた。
他の閉鎖的な連帯組織と異なり、幅広い階層に門戸を開いていたフラタニティは、柔軟性と開放性という特徴を有していたため、都市における自治機構として機能することもあった。こうしたフラタニティの政治的機能は、小都市において顕著に見られ、例えばウェストミンスター、ストラトフォード・アポン・エイヴォンなどでは、実質的な都市政庁として機能していた。

## 組織構成
フラタニティの規模は、数十人から数百人ほどだったとされる。会員には多様な職業が参加していたと推測されている。史料からは聖職者のフラタニティへの参加が広く認められており、教区とフラタニティとが対立関係でなく共存関係を築いていた傍証だと考えられている。
会員は男性のみならず女性の参加も一般的に見られた。ノーフォークでは女性が会員の1/3以上を占めていた。女性はフラタニティで中心的な役割を果たすことはなく、あくまで男性に従属的な立場で参加していたと考えられているが、同職ギルドへの参加や市民権獲得が男性に限定されていたことと比べると、大きな差異が認められる。
フラタニティには、会長 (master) ・オルダマン (alderman) 、理事 (warden) 、監査役 (auditor) 、評議員 (common council) などの役員が置かれた。農村の小規模なフラタニティでは、理事1人のみを置くものも多かったが、都市では多数の役員が置かれ、互選や後継者指名などで選出されていた。
会員は、入会金や四半期会費などの経済的義務を負った。入会金の額は小さなものではなく、フラタニティに入会できたのは、主として経済的に余裕のある富裕層だったであろうとされている。むしろ、高額な入会金によって非富裕層の入会を防ごうとした場合もあった。収入と支出は、役員が管理した。
フラタニティの収入には、入会金・会費のほか、所有不動産がもたらす家賃・地代収入、遺贈、会員への貸付金利子収入などがあった。一方、支出には、祝宴費用、ろうそく代、聖職者への謝礼、聖画像の購入、ギルド会館の建設、貧民や困窮した会員への施しといった慈善活動、学校経営や道路・橋の管理といった社会事業などがあった。